# Карней-Шомрон
Карней-Шомрон (ивр. קרני שומרון‎) — израильское поселение и местный совет на Западном берегу реки Иордан, в Самарии. Карней-Шомрон был основан в 1977 году, а в 1991 году был объединён с тремя близлежащими поселениеми.
В настоящее время главой является Игаль Лахав. Примерная площадь Карней-Шомрон составляет 7250 дунамов.

## Население
По данным Центрального статистического бюро Израиля, население на начало 2020 года составляло 8 135 человек.

## История
В 1991 году два поселения было объединено в единый местный совет, названный «Местный совет Карней-Шомрон», в дальнейшем к нему приосоединилось ещё несколько поселений.
Состав местного совета:
- Карней-Шомрон (основан в 1977 году), проживало 450 семей.
- Гинот-Шомрон (основан в 1984 году), проживало 850 семей.
- Неве-Менахем (основан в 1991 году), проживало 220 семей.
- Алоней-Шило (основан в 1999 году), проживало 25 семей.